# Anastasija Sevastovová
Anastasija Sevastovová (* 13. dubna 1990 Liepāja) je lotyšská profesionální tenistka. Ve své dosavadní kariéře na okruhu WTA Tour vyhrála čtyři singlové turnaje, když první ovládla na antukovém Estoril Open 2010. V rámci okruhu ITF získala třináct titulů ve dvouhře a čtyři ve čtyřhře.
Na žebříčku WTA byla ve dvouhře nejvýše klasifikována v říjnu 2018 na 11. místě a ve čtyřhře pak v prosinci téhož roku na 56. místě. Trénuje ji Ronald Schmidt.
V lotyšském týmu Billie Jean King Cupu debutovala v roce 2005 utkáním 2. skupiny zóny Evropy a Afriky proti Gruzii, v němž vyhrála dvouhru proti Tinatině Kavlašviliové. Přispěla tak k vítězství Lotyšek 3:0 na zápasy. Do listopadu 2025 v soutěži nastoupila k dvaceti třem mezistátním utkáním s bilancí 19–6 ve dvouhře a 7–6 ve čtyřhře.

## Soukromý život
Po lednovém Australian Open 2022 přerušila kariéru. V prosinci téhož roku se jí, ze vztahu s trenérem Ronaldem Schmidtem, narodila dcera Alexandra. S partnerem a dcerou žije ve Štýrském Hradci. Na okruh WTA Tour se vrátila únorovým Transylvania Open 2024. Na navazujícím ATX Open 2024 v Austinu utrpěla zranění kolena, když si ve čtvrtfinále přetrhla přední zkřížený vaz, poranila meniskus a kolenní chrupavku. Po roční rekonvalescenci se první událostí WTA stal dubnový Mutua Madrid Open 2025. Pod žebříčkovou ochranou porazila Pavljučenkovovou i Ostapenkovou, než ji dvěma „kanáry“ deklasovala Šnajderová.

## Tenisová kariéra

### 2006–2013: Titul na Estoril Open 2010
V rámci hlavních soutěží událostí okruhu ITF debutovala v dubnu 2006, když na turnaji v chorvatské Makarské s dotací 10 tisíc dolarů postoupila z kvalifikace. Ve čtvrtfinále podlehla bosenské hráčce Dijaně Stojićové. Premiérový titul kariéry v této úrovni vybojovala v srpnu 2006 poté, co ve finále německé události v lázeňském Bad Saulgau zdolala Chorvatku Josipu Bekovou.
V singlu okruhu WTA Tour debutovala na Istanbul Cupu 2007, na němž uspěla v kvalifikačním sítu. Na úvod hlavní soutěže porazila Anastasiji Jakimovovou, aby poté skončila na raketě páté nasazené Ukrajinky Aljony Bondarenkové, když o postupující rozhodl až tiebreak závěrečné sady.

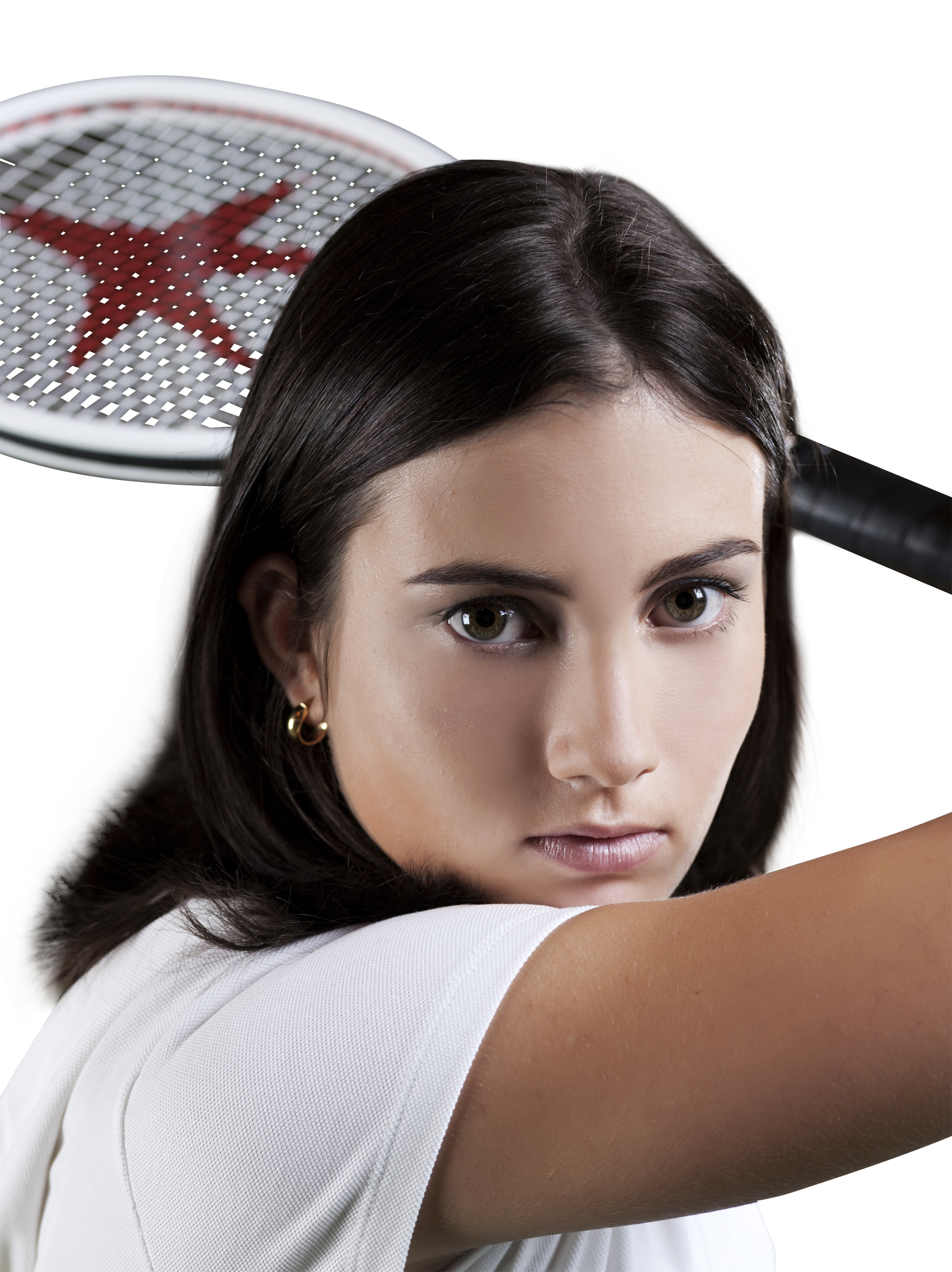
V prvních letech kariéry hrála Sevastovová s raketou Kneissl

Debut v hlavní soutěži nejvyšší grandslamové kategorie zaznamenala v ženské dvouhře French Open 2009, kde zvládla tříkolovou kvalifikaci. V úvodním kole ji vyřadila maďarská hráčka Melinda Czinková. Premiérový posun do elitní světové stovky žebříčku WTA přišel 13. července 2009 po dohrání Wimbledonu, kdy vystoupala ze 105. na 99. příčku. První vítězný zápas na grandslamu vybojovala na US Open 2009 po výhře nad Thajkou Tamarine Tanasugarnovou.
Premiérové finále okruhu WTA Tour odehrála na květnovém Estoril Open 2010 v portugalském Oeirasu, když ve finále dvouhry zdolala Španělku Arantxu Parraovou Santonjaovou. Cestou pavoukem na její raketě postupně zůstaly nejvýše nasazená Ágnes Szávayová, Kimiko Dateová, Anastasia Rodionovová a v semifinále pak Číňanka Pcheng Šuaj. Ševastovová se tak stala první lotyšskou šampionkou singlové soutěže WTA po sedmnácti letech, když naposledy před ní trofej získala Larisa Savčenková na OTB Open 1993 v newyorském Schenectady. Na Monterrey Open 2010 poprvé porazila tenistku z elitní světové desítky po vyřazení deváté v pořadí Jeleny Jankovićové ve dvou setech. V semifinále ji pak zastavila Ruska Anastasija Pavljučenkovová. Do první padesátky žebříčku WTA nahlédla 11. října 2010, když se posunula z 55. na 45. místo.
Osmifinále si zahrála na Australian Open 2011, kde vyřadila turnajovou jednadvacítku Yaninu Wickmayerovou, aby ji poté zastavila dánská světová jednička Caroline Wozniacká. Bodový zisk znamenal nové kariérní žebříčkové maximum poté, co ve vydání z 31. ledna 2011 figurovala na 36. pozici. Následně utrpěla zranění, které ji nejdříve vyřadilo z devíti turnajů. Po návratu si přivodila poranění pravé nohy a levého hlezna, jež znamenaly další pauzu. V sezóně 2012 nemohla hrát úvodní čtyři měsíce a ve světové klasifikaci klesla na konečné 181. místo.
Pro vleklé zdravotní komplikace a deprese oznámila v květnu 2013 náhlé ukončení kariéry.

### Obnovení kariéry od 2015: Čtvrtfinalistka US Open 2016

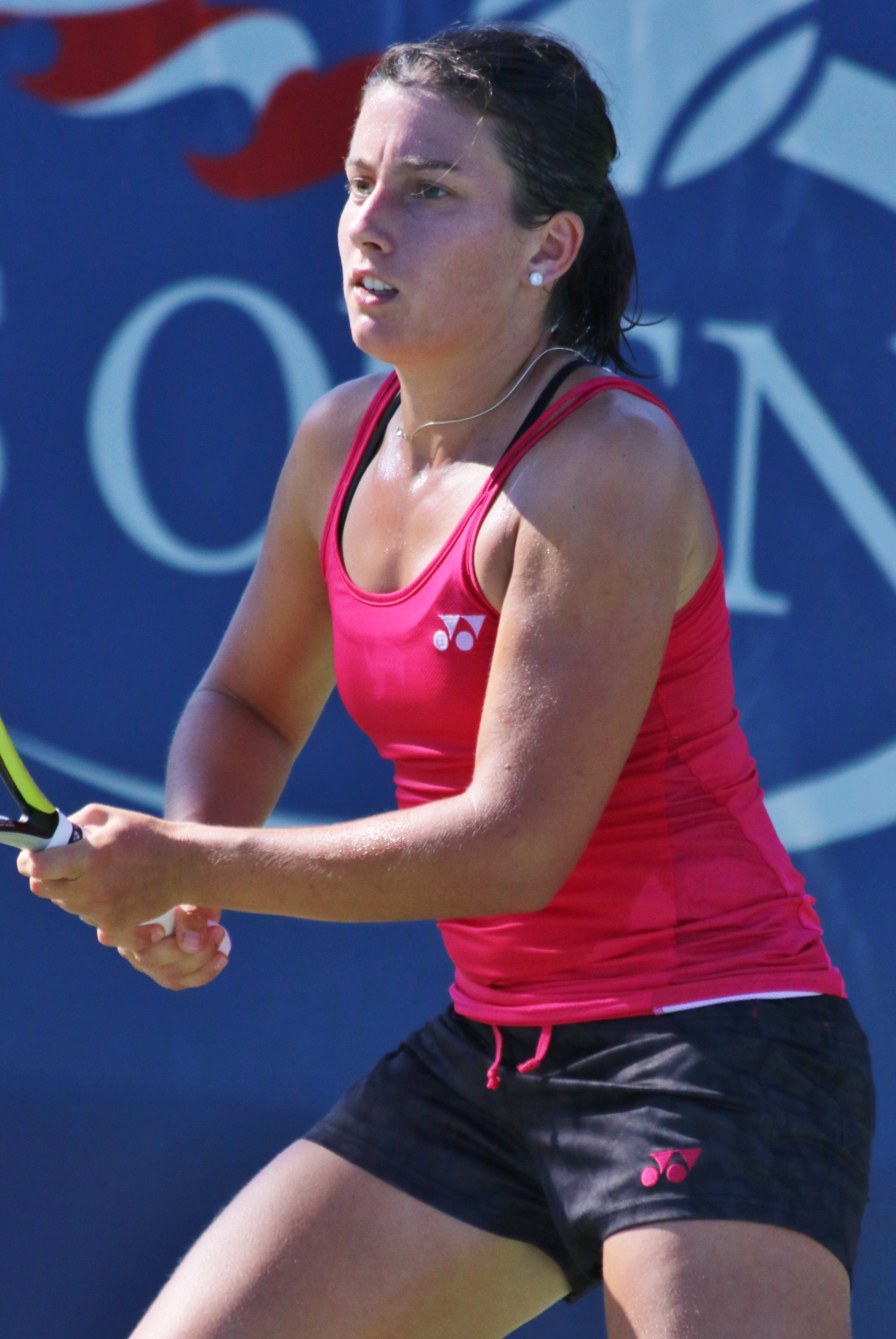
Během US Open 2016

Na dvorce a profesionální okruh se vrátila v lednu 2015 a sezónu zakončila na 110. pozici. Do finále postoupila na premiérovém ročníku travnatého Mallorca Open 2016, v němž za 1:17 hodin nestačila na Francouzku Caroline Garciaovou. Opět jako poražená finalistka skončila na červencovém BRD Bucharest Open 2016, kde v závěrečném duelu proti Rumunce Simona Halepová neuhrála ani jeden game. Vítězka tak snížila poměr vzájemných zápasů na 2:3.
Grandslamové maximum zlepšila na US Open 2016, během něhož jí patřila 48. příčka klasifikace. Na úvod vyřadila Slovenku Annu Karolínu Schmiedlovou. Poté si poradila se španělskou světovou trojkou Garbiñe Muguruzaovou i Ukrajinkou Katerynou Bondarenkovou. Ve čtvrtém kole na ni nenašla recept britská turnajová třináctka Johanna Kontaová, jíž zdolala po 1.42 hodinách ve dvou setech. Stala se tak první Lotyškou v této fázi grandslamu od roku 1994 a účasti Larisy Neilandové mezi poslední osmičkou wimbledonské dvouhry. Před rozehráním ročníku 2016 přitom nevyhrála na newyorském majoru žádný zápas od roku 2010. Mezi poslední osmičkou hráček uhrála pouze dvě hry na Dánku Caroline Wozniackou.

## Finále na okruhu WTA Tour
| Legenda                               |
| ------------------------------------- |
| D – dvouhra; Č – čtyřhra              |
| Grand Slam (0)                        |
| Turnaj mistryň (0)                    |
| Premier Mandatory & Premier 5 (0–1 D) |
| Premier (0)                           |
| International (4–3 D; 0–1 Č)          |

### Dvouhra: 8 (4–4)
| Stav       | č. | datum             | turnaj               | kategorie         | povrch | soupeřka ve finále        | výsledek      |
| ---------- | -- | ----------------- | -------------------- | ----------------- | ------ | ------------------------- | ------------- |
| Vítězka    | 1. | 8. května 2010    | Estoril, Portugalsko | International     | antuka | Arantxa Parra Santonjaová | 6–2, 7–5      |
| Finalistka | 2. | 19. června 2016   | Mallorca, Španělsko  | International     | tráva  | Caroline Garciaová        | 3–6, 4–6      |
| Finalistka | 3. | 17. července 2016 | Bukurešť, Rumunsko   | International     | antuka | Simona Halepová           | 0–6, 0–6      |
| Vítězka    | 2. | 25. června 2017   | Mallorca, Španělsko  | International     | tráva  | Julia Görgesová           | 6–4, 3–6, 6–3 |
| Finalistka | 3. | 24. června 2018   | Mallorca, Španělsko  | International     | tráva  | Tatjana Mariová           | 4–6, 5–7      |
| Vítězka    | 3. | 22. července 2018 | Bukurešť, Rumunsko   | International     | antuka | Petra Martićová           | 7–6(7–4), 6–2 |
| Finalistka | 4. | 7. října 2018     | Peking, Čína         | Premier Mandatory | tvrdý  | Caroline Wozniacká        | 3–6, 3–6      |
| Vítězka    | 4. | 28. července 2019 | Jūrmala, Lotyšsko    | International     | antuka | Katarzyna Kawaová         | 3–6, 7–5, 6–4 |

### Čtyřhra: 1 (0–1)
| Stav       | č. | datum           | turnaj              | kategorie     | povrch | spoluhráčka        | soupeřky ve finále             | výsledek |
| ---------- | -- | --------------- | ------------------- | ------------- | ------ | ------------------ | ------------------------------ | -------- |
| Finalistka | 1. | 25. června 2017 | Mallorca, Španělsko | International | tráva  | Jelena Jankovićová | Čan Jung-žan Martina Hingisová | bez boje |

## Finále na okruhu ITF
| Dotace turnajů okruhu ITF | Dotace turnajů okruhu ITF |
| ------------------------- | ------------------------- |
| 100 000 $ tournaments     | 80 000 $ tournaments      |
| 75 000 $ tournaments      | 60 000 $ tournaments      |
| 50 000 $ tournaments      | 25 000 $ tournaments      |
| 15 000 $ tournaments      | 10 000 $ tournaments      |

### Dvouhra: 23 (13–10)
| Stav       | č.  | datum             | turnaj                              | povrch    | soupeřka ve finále         | výsledek           |
| ---------- | --- | ----------------- | ----------------------------------- | --------- | -------------------------- | ------------------ |
| Finalistka | 1.  | 11. července 2006 | Garching, Německo                   | antuka    | Sandra Martinovićová       | 7–6(7–5), 3–6, 2–6 |
| Vítězka    | 1.  | 6. srpna 2006     | Bad Saulgau, Německo                | antuka    | Josipa Beková              | 6–1, 6–0           |
| Vítězka    | 2.  | 20. srpna 2006    | Bratislava, Slovensko               | antuka    | Klaudia Malenovská         | 4–6, 6–0, 6–3      |
| Finalistka | 2.  | 13. května 2007   | Antalya, Turecko                    | tvrdý     | Vojislava Lukićová         | 3–6, 6–7(3–7)      |
| Finalistka | 3.  | 24. června 2007   | Fontanafredda, Itálie               | antuka    | Anna Korzeniaková          | 5–7, 0–6           |
| Vítězka    | 3.  | 22. března 2008   | Noida, Indie                        | tvrdý     | Sunitha Raová              | 6–2, 6–1           |
| Vítězka    | 4.  | 1. června 2008    | Galatina, Itálie                    | antuka    | Estrella Cabeza Candelaová | 6–4, 6–4           |
| Vítězka    | 5.  | 27. července 2008 | Les Contamines, Francie             | tvrdý     | Agustina Leporeová         | 6–4, 3–6, 6–3      |
| Finalistka | 4.  | 25. srpna 2008    | Katovice, Polsko                    | antuka    | Lenka Wienerová            | 3–6, 2–6           |
| Finalistka | 5.  | 7. září 2008      | Brno, Česko                         | antuka    | Zuzana Ondrášková          | 4–6, 6–3, 2–6      |
| Vítězka    | 6.  | 29. března 2009   | La Palma, Španělsko                 | tvrdý     | Kristína Kučová            | 4–6, 6–1, 6–1      |
| Vítězka    | 7.  | 3. května 2009    | Johannesburg, Jihoafrická republika | tvrdý     | Eva Hrdinová               | 6–2, 6–2           |
| Finalistka | 6.  | 12. července 2009 | Záhřeb, Chorvatsko                  | antuka    | Sandra Záhlavová           | 1–6, 6–7(4–7)      |
| Finalistka | 7.  | 2. července 2012  | Versmold, Německo                   | antuka    | Annika Becková             | 3–6, 1–6           |
| Vítězka    | 8.  | 15. července 2012 | Zwevegem, Belgie                    | tvrdý (h) | Çağla Büyükakçay           | 6–0, 6–3           |
| Vítězka    | 9.  | 30. července 2012 | Trnava, Slovensko                   | antuka    | Ana Savićová               | bez boje           |
| Vítězka    | 10. | 1. února 2015     | Šarm aš-Šajch, Egypt                | tvrdý     | Juuki Tanaková             | 7–5, 6–3           |
| Vítězka    | 11. | 15. února 2015    | Trnava, Slovensko                   | tvrdý (h) | Réka Luca Janiová          | 6–1, 7–6(7–3)      |
| Vítězka    | 12. | 11. dubna 2015    | Ahmadábád, Indie                    | tvrdý     | Ankita Rainová             | 6–4, 7–6(7–5)      |
| Vítězka    | 13. | 3. května 2015    | Wiesbaden, Německo                  | antuka    | Tereza Martincová          | 6–1, 6–3           |
| Finalistka | 8.  | 17. května 2015   | La Marsa, Tunisko                   | antuka    | Romina Oprandiová          | 3–6, 3–6           |
| Finalistka | 9.  | 12. července 2015 | Bursa, Turecko                      | antuka    | İpek Soyluová              | 5–7, 6–3, 1–6      |
| Finalistka | 10. | 15. května 2016   | Trnava, Slovensko                   | antuka    | Kateřina Siniaková         | 6–7(4–7), 7–5, 0–6 |

### Čtyřhra: 5 (4-1)
| Stav       | č. | datum          | turnaj                              | povrch    | spoluhráčka         | soupeřky ve finále                         | výsledek              |
| ---------- | -- | -------------- | ----------------------------------- | --------- | ------------------- | ------------------------------------------ | --------------------- |
| Vítězka    | 1. | 31. srpna 2008 | Katovice, Polsko                    | antuka    | Lenka Wienerová     | Karolina Kosińská Aleksandra Rosolská      | 5–7, 6–3, [10–3]      |
| Finalistka | 2. | 3. května 2009 | Johannesburg, Jihoafrická republika | tvrdý     | Kristína Kučová     | Naomi Cavadayová Lesja Curenková           | 2–6, 6–2, [9–11]      |
| Vítězka    | 3. | 31. ledna 2015 | Šarm aš-Šajch, Egypt                | tvrdý     | Melanie Klaffnerová | Caroline Rohdeová-Moeová Midori Jamamotová | 6–4, 6–4              |
| Vítězka    | 4. | 13. února 2015 | Trnava, Slovensko                   | tvrdý (h) | Anna Maria Heilová  | Michaela Hončová Lenka Juríková            | 6–4, 6–3              |
| Vítězka    | 5. | 20. září 2015  | Saint-Malo, Francie                 | antuka    | Kristína Kučová     | Maria Marfutinová Natalja Vichljancevová   | 6–7(1–7), 6–3, [10–5] |

## Postavení na konečném žebříčku WTA

### Dvouhra
| Rok    | 2006 | 2007   | 2008   | 2009  | 2010  | 2011  | 2012   | 2015   | 2016  | 2017  | 2018  | 2019  | 2020  | 2021  | 2022   | 2023 | 2024   |
| Pořadí | 529. | ▲ 267. | ▲ 194. | ▲ 83. | ▲ 45. | ▼ 94. | ▼ 181. | ▲ 110. | ▲ 34. | ▲ 16. | ▲ 12. | ▼ 27. | ▼ 54. | ▼ 70. | ▼ 677. | —    | ▼ 372. |

### Čtyřhra
| Rok    | 2008 | 2009   | 2010   | 2011   | 2015   | 2016   | 2017  | 2018  | 2019   | 2020   | 2021   | 2022 | 2023 | 2024 |
| Pořadí | 472. | ▲ 238. | ▲ 208. | ▼ 341. | ▲ 284. | ▲ 197. | ▲ 86. | ▲ 57. | ▼ 151. | ▼ 168. | ▼ 654. | —    | —    | —    |